# Апостольский нунций в Нигерии
Апостольский нунций в Федеративной Республике Нигерия — дипломатический представитель Святого Престола в Нигерии. Данный дипломатический пост занимает церковно-дипломатический представитель Ватикана в ранге посла. Апостольская нунциатура в Нигерии была учреждена на постоянной основе 29 апреля 1976 года. Её резиденция находится в Абудже.
В настоящее время Апостольским нунцием в Нигерии является архиепископ Майкл Фрэнсис Кротти, назначенный Папой Франциском 16 июля 2024 года.

## История
Апостольская делегатура Африки, с резиденцией в Момбасе, была учреждена 11 января 1930 года, бреве «Pastoralis officii» Папой Пием XI. Она обладала юрисдикцией в отношении всех африканских католических миссий, которые зависели от Священной Конгрегации Пропаганды Веры, за исключением миссий Южной Африки, Бельгийского Конго, Египта и Абиссинии (Эфиопии и Эритреи). 
2 января 1947 года в соответствии с декретом «Cum Apostolicae» Священной Конгрегации Пропаганды Веры, Апостольская делегатура Африки была переименована в Апостольскую делегатуру Западной и Восточной Британской Африки. Она обладала юрисдикцией в отношении всех британских колоний в Африке.
3 мая 1960 года, согласно бреве «Ad universae Ecclesiae» Папы Иоанна XXIII, была учреждена Апостольская делегатура Центральной и Западной Африки, обладающей юрисдикцией в отношении следующих африканских стран: Нигерия, Камерун, Габон, Убанги-Шари, Республика Конго и Чад. Резиденцией Апостольского делегата был город Лагос — в Нигерии.
10 октября 1973 года апостольским бреве «Verba Christi» Папы Павла VI Апостольская делегатура Западной и Восточной Британской Африки приняла новое название Апостольская делегатура в Нигерии и Гане, с резиденцией в Лагосе. 
29 апреля 1976 года, после установления дипломатических отношений между Святым Престолом и Нигерией, была учреждена Апостольская нунциатура в Нигерии, бреве «Usu iam dudum» Папы Павла VI.

## Апостольские нунции в Нигерии

### Апостольские делегаты
- Серджо Пиньедоли, титулярный архиепископ Иконии — (23 сентября 1960 — 1 июня 1964 — назначен апостольским делегатом в Канаде);
- Луиджи Белотти, титулярный архиепископ Вонкарианы — (18 июля 1964 — 27 ноября 1969 — назначен апостольским пронунцием в Уганде);
- Амелио Поджи, титулярный архиепископ Керкенны — (27 ноября 1969 — 26 сентября 1973 — назначен апостольским пронунцием в Сирии);
- Джироламо Приджоне, титулярный архиепископ Лауриако — (2 октября 1973 — 28 апреля 1976 — назначен апостольским пронунцием).

### Апостольские пронунции
- Джироламо Приджоне, титулярный архиепископ Лауриако — (28 апреля 1976 — 7 февраля 1978 — назначен апостольским делегатом в Мексике);
- Карло Курис, титулярный архиепископ Медели — (30 марта 1978 — 4 февраля 1984 — назначен апостольским пронунцием на Кипре);
- Поль Фуад Табет, титулярный архиепископ Синны — (8 сентября 1984 — 14 декабря 1991 — назначен постоянным наблюдателем Святого Престола при отделении ООН и специализированных учреждений ООН в Женеве.

### Апостольские нунции
- Карло Мария Вигано, титулярный архиепископ Ульпианы — (3 апреля 1992 — 4 апреля 1998 — назначен официалом Государственного секретариата Ватикана);
- Освальдо Падилья, титулярный архиепископ Пиа — (22 августа 1998 — 31 июля 2003 — назначен апостольским нунцием в Коста-Рике);
- Ренцо Фратини, титулярный архиепископ Ботрианы — (27 января 2004 — 20 августа 2009 — назначен апостольским нунцием в Испании и Андорре);
- Августин Касуйя, титулярный архиепископ Кесарии Нумидийской — (2 февраля 2010 — 12 октября 2016 — назначен апостольским нунцием в Бельгии);
- Антонио Гвидо Филипацци, титулярный архиепископ Сутриума — (26 апреля 2017 — 8 августа 2023 — назначен апостольским нунцием в Польше);
- Майкл Фрэнсис Кротти, титулярный архиепископ Линдисфарны — (16 июля 2024 — по настоящее время).